# Ліла Маджумдар
Ліла Маджумдар (англ. Leela Majumdar; 26 лютого 1908 — 5 квітня 2007) — індійська письменниця бенгальською мовою.

## Раннє життя
Ліла народилася в родині Сурамі Деві та Прамади Ранджана Рея (молодшого брата Упендри Кішора Рая Чоудгурі), провела дитинство в Шиллонг, де навчалася в монастирі Лорето. Сураму Деві усиновив Упендра Кішор Рей Чоудхурі. Після смерті дружини дідусь Ліли залишив двох молодших дочок на піклування своїх друзів. Старшу дочку віддали в будинок-інтернат. Її дідом по материнській лінії був Рамкумар Бхаттачар'я, який пізніше став санньясі та був охрещений Рамананда Бхараті. Він першим серед індійців відвідав Кайлас і Мансаровар і написав подорожній нарис «Хімаранья». У 1919 році її батька перевели до Калькутти, і вона вступила до єпархіальної школи святого Івана, де склала іспит на атестат зрілості. На іспитах на атестат зрілості в 1924 році вона посіла друге місце серед дівчат. Вона здобула перше місце з англійської мови (література) як на іспиті з відзнакою (закінчення), так і на іспиті магістра мистецтв в Університеті Калькутти. Родина, до якої вона належала, зробила помітний внесок у розвиток дитячої літератури. Суніл Гангопадхяй каже, що в той час як родина Тагор захоплювала всіх драмами, піснями та літературою для дорослих, родина Рея Чаудхурі взяла на себе відповідальність за закладення основ дитячої літератури бенгальською мовою.

## Роки становлення
У 1931 році Ліла приєдналася до жіночої школи Махарані в Дарджилінгу як вчителька. На запрошення Рабіндраната Тагора вона поїхала і вступила до школи в Сантінікетані, але залишилася там лише рік. Вона приєдналася до жіночої секції коледжу Асутош у Калькутті, але знову недовго. Після цього вона більшу частину свого часу присвятила письменницькій діяльності. Після двох десятиліть письменницької роботи вона приєдналася до Всеіндійського радіо як продюсер і пропрацювала близько семи-восьми років.
Її перше оповідання, «Лахі Челе», було опубліковано в Sandesh в 1922 році. Вона також зробила до нього ілюстрації. 1913 році її дядько Упендра Кішор Рей Чаудхурі заснував дитячий журнал бенгальською мовою. Згодом, після смерті Упендра Кішора у 1915 році, деякий час журнал редагував її двоюрідний брат Сукумар Рай. Разом зі своїм племінником Сатьяджитом Реєм та двоюрідною сестрою Наліні Дас Ліла редагувала та писала для Sandesh протягом усього свого активного письменницького життя. До 1994 року брала активну участь у виданні журналу.

## Творчі зусилля
Неповна бібліографія містить Ліли 125 книг, включаючи збірку оповідань, 5 книг спільного авторства, 9 перекладів і 19 редагованих книг.
Її першою опублікованою книгою була «Будинок Бадді Нат» (1939), але її другий збірник «День-т-день» (1948) приніс їй значну популярність у 1950-х роках, після чого з'явилася її незрівнянна дитяча класика. Хоча її сильною стороною був гумор, вона також писала детективи, історії про привидів і фентезі.
Її автобіографічний етюд «Пак данді» розповідає про її дитинство в Шиллонзі, а також про її ранні роки в Сантінікетані та на Всеіндійському радіо.
Окрім блискучої дитячої літератури, вона написала кулінарну книгу, романи для дорослих («Сріемоті», «Чіна Латан») і біографію Рабіндраната Тагора. Вона читала лекції про Абанідранатха Тагора та перекладала його твори про мистецтво англійською мовою. Ліла переклала бенгальською мовою «Мандри Гуллівера» Джонатана Свіфта та «Старий і море» Ернеста Гемінґвея.
Сатьяджит Рай думав зняти «Пучка». Арундаті Деві зняла це у фільмі в 1972 році. Чхая Деві зіграла роль юної героїні, знаменитої тітки Хоки Падіпіші.
Для спеціальної серії «Жіночий палац» (жіноча секція) Всеіндійського радіо, яка стосується «природних і звичайних проблем» у повсякденному житті дівчини, яка росте в типовій бенгальській родині середнього класу, вона створила «Манімала», історія «звичайної дівчини», чия бабуся починає писати їй, коли їй виповнюється 12 років, продовжуючи листування під час шлюбу і материнства.

## Сім'я
У 1933 році вона взяла шлюб з доктором Судхірою Кумаром Маджумдаром (1897—1984), відомим стоматологом, який закінчив Гарвардську стоматологічну школу. Їхній син Ранджан був лікарем і стоматологом. Дочка Камала взяла шлюб з Моніші Чаттерджі, інженером-нафтовиком і онуком першої жінки-художниці бенгальської школи Сунаяні Деві. Крім дітей, на момент смерті вона мала двох онуків, двох онучок і трьох правнуків.

## Праці
1. Holde Pakhir Palok
2. Tong Ling
3. Naaku Gama
4. Podi Pishir Bormi Baksho
5. Boddi Nather Bori
6. Din Dupure
7. Chhotoder Srestho Galpo
8. Monimala
9. Bagher Chhokh
10. Bok Dharmik
11. Taka Gaachh
12. Lal Neel Deslai
13. Basher Phul
14. Moyna
15. Shalikh
16. Bhuter Bari
17. Aaguni Beguni
18. Tipur Upor Tipuni
19. Patka Chor
20. Aashare Galpo
21. Chiching Phank
22. Je Jai Boluk
23. Chhotoder Tal Betal
24. Batash Bari
25. Bagh Shikari Bamun
26. Baghyar Galpo
27. Shibur Diary
28. Howrahr Dari
29. Ferari
30. Nepor Boi
31. Aar Konokhane
32. Kheror Khata
33. Ei Je Dekha
34. Pakdandi
35. Sreemoti
36. Cheena Lanthan
37. Moni Manil
38. Naatghar
39. Batashbari
40. Kaag Noi
41. Shob Bhuture
42. Bak Badh Pala
43. Megher Sari Dhorte Nari
44. Pori didir Bor
45. Pesha Bodol
46. Batas Bari
47. Monimala
48. Elshe Ghai
49. Pagla Pagolder golpo
50. Kuri
51. Chagla Pagla Leela Majumdar

## Нагороди
«Холде Пакхір Палок» отримав державну премію з дитячої літератури, «Бак Бадх Пала» отримав академічну премію Сангіта Натака від уряду Індії в 1963 році, «Аар Конохане» отримав премію Рабіндри Пураскара від уряду Західної Бенгалії в 1969 році. Вона також виграла медаль Суреш Смріті Пураскар, Відьясагар Пураскар, медаль Бхубанешварі за життєві досягнення та нагороди Ананда. Вішва Бхараті нагородила її Дешікоттамою та почесною нагородою Д. Літта. Бурдванського, Північнобенгальського та Калькуттського університетів.

## Спадщина
У 2019 році про Лілу Маджумдар було знято документальний фільм під назвою «Перистан — світ Ліли Маджумдар».